# 馬圖拉·海克力斯
馬圖拉·海克力斯是在印度馬圖拉所發現的雕像，該雕像被認為是希腊英雄海克力斯与涅墨亞獅子搏鬥之場景。

## 歷史
19世纪末亞歷山大·康寧漢在马图拉發現了这座雕像。儘管雕像面部已被毀損，但可看出它雕塑了一位男性扼杀狮子的場景，很可能表現出海克力斯与涅墨亞獅子搏鬥。這件作品的作者可能是一位非印度文化的藝術家，這位外邦藝術家可能希臘神話的相關知識不太足，神話中海克力斯是扼殺獅子以後才獲得獅皮，但在這座與涅墨亞獅子搏鬥的雕像中，海克力斯已經披了獅皮，獅皮的雙腳還環繞在脖子上，也就是說這座雕像中海克力斯披著獅皮與同一隻獅子決鬥。
儘管场景中与狮子搏斗的人通常多被认为是海克力斯，但少數學者认为，創作者可能是一位受西方艺术影响的印度雕塑家，他雕的可能是印度神祇，如黑天，或是可能与婆蘇提婆的崇拜有关，尤其是婆蘇提婆被认为与海克力斯的传说對應。这座雕像现在收藏於加尔各答印度博物馆。

## 意義
这座雕像設計类似于阿波羅·呂刻俄斯樣式。亞歷山大·康寧漢在发现时写道，这尊雕像一定是海克力斯和涅墨亞獅子的雕像，很有可能是某位外邦艺术家为马图拉的希腊居民雕刻的。它通常被认为希腊藝術影响古印度艺术的一个例子。根据學者James Harle的说法 :「在这样的犍陀罗雕塑中，没有像馬圖拉·海克力斯雕像其来源可以如此直接地追溯到希腊」。

## 其他東方的海克力斯藝術

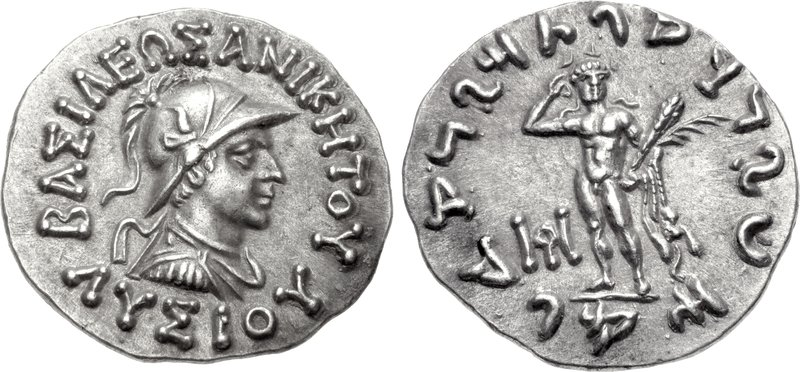
印度-希臘王國國王呂西阿斯的錢幣，背面上有著海克力斯，約前130年～前125年
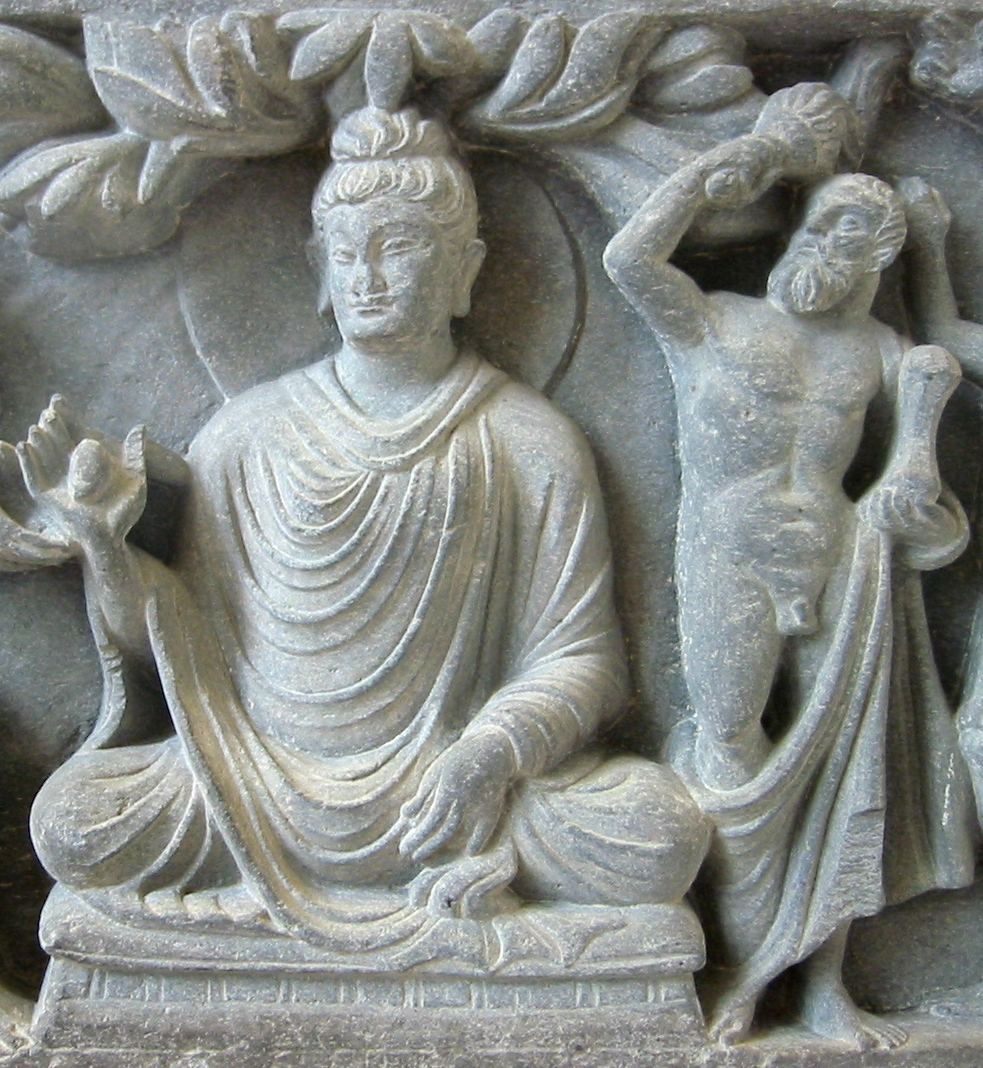
海克力斯形象的金剛手菩薩（釋迦牟尼的護法）
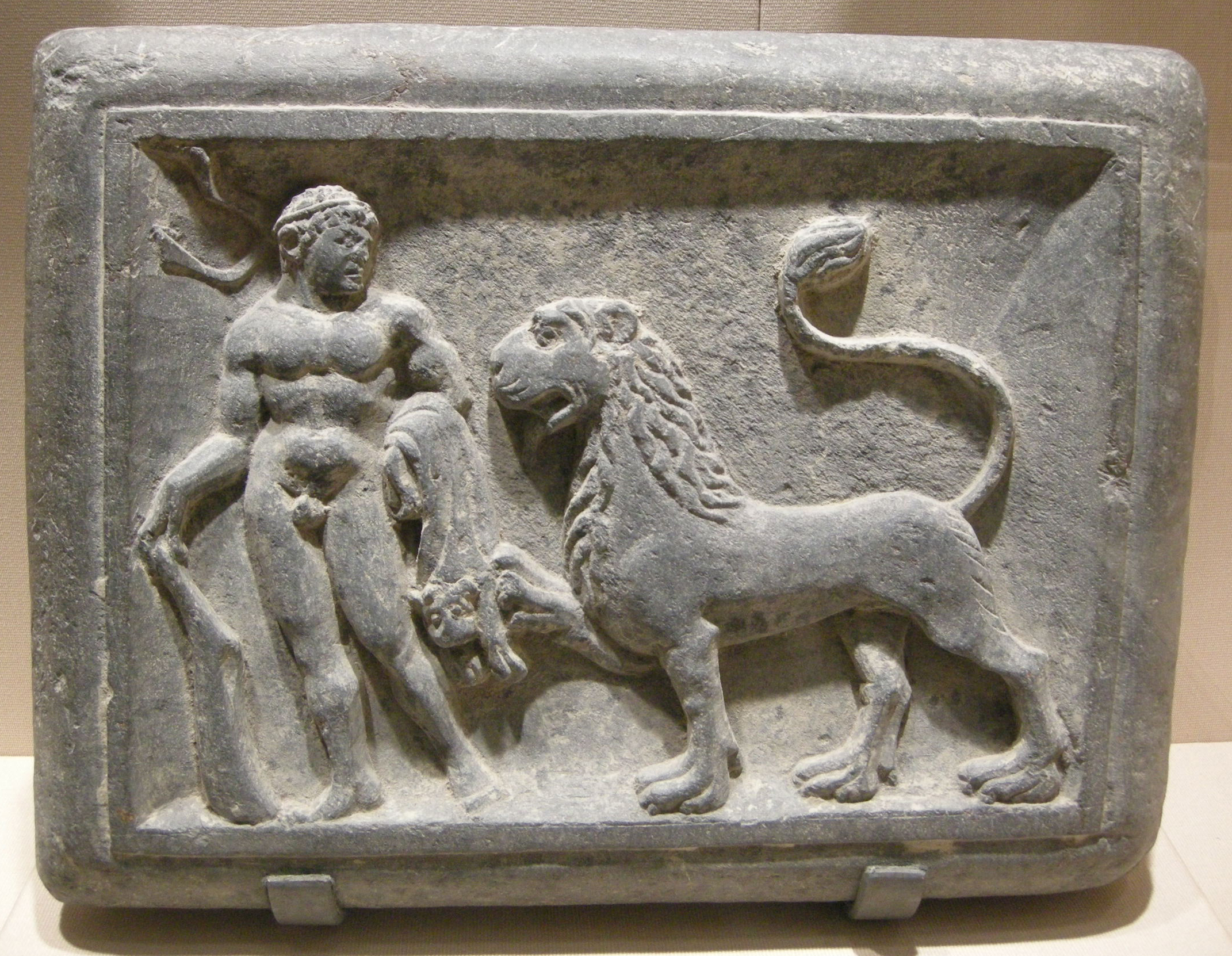
海克力斯和涅墨亞獅子，犍陀罗
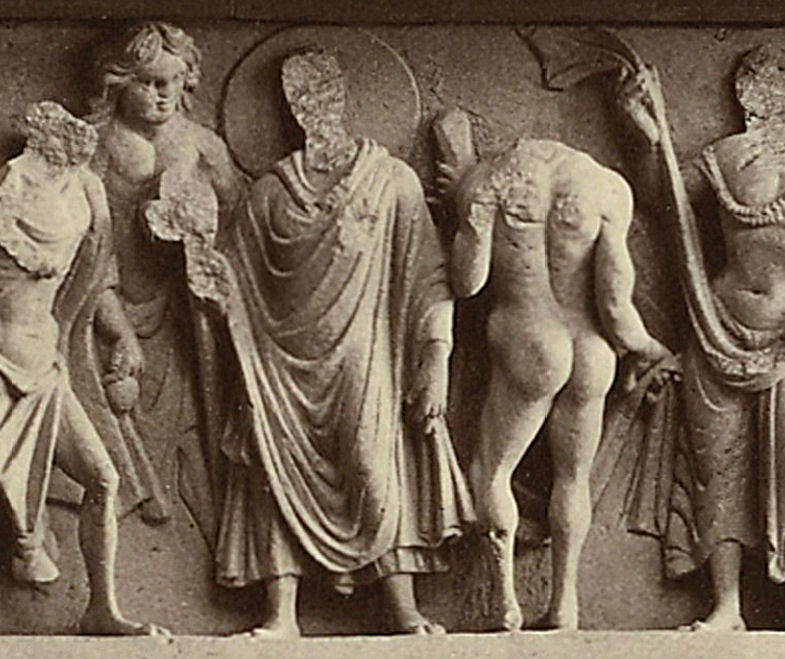
海克力斯形象的金剛手菩薩
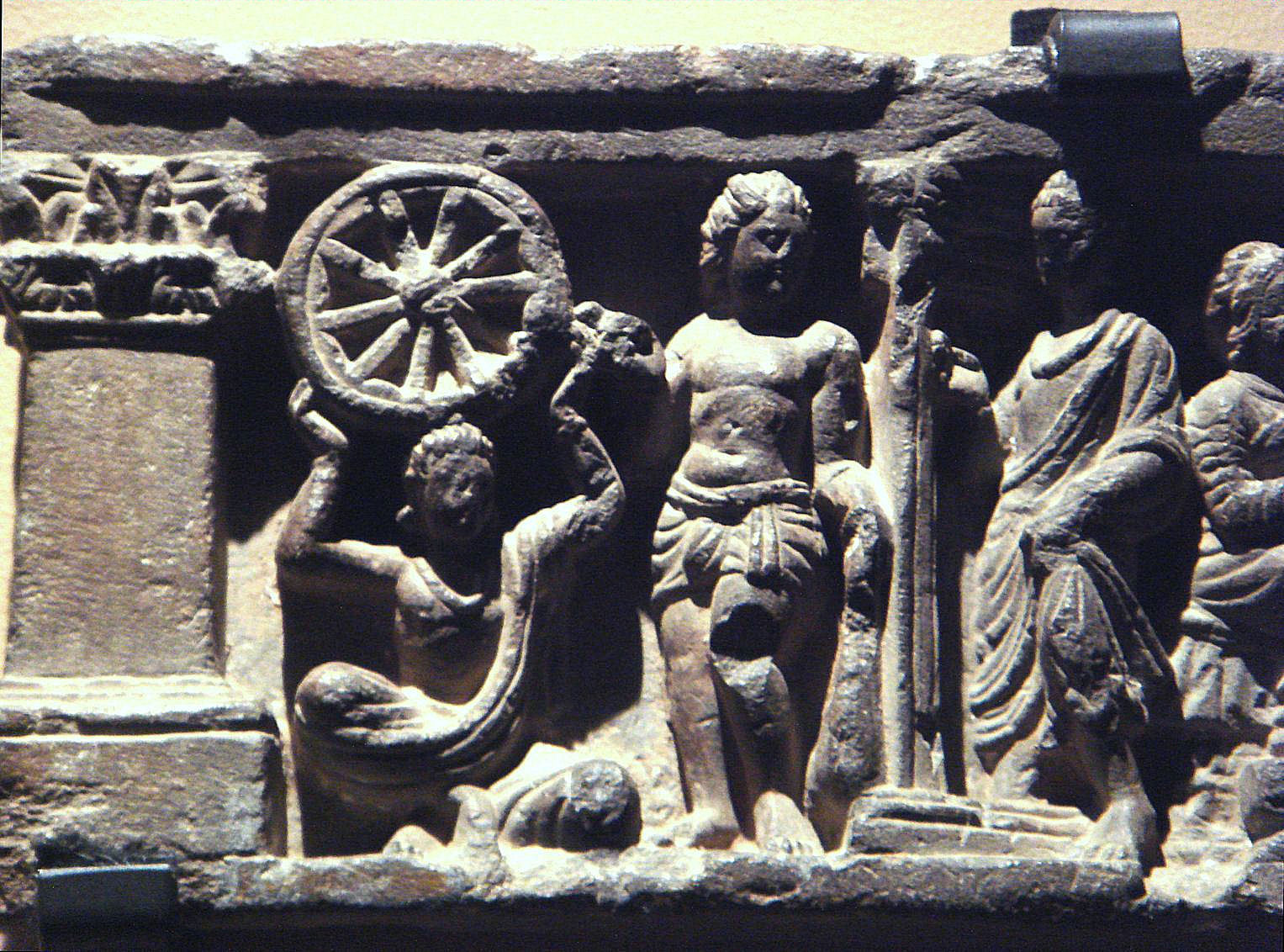
海克力斯/金剛手菩薩和釋迦牟尼,手持海克力斯風格的棍棒
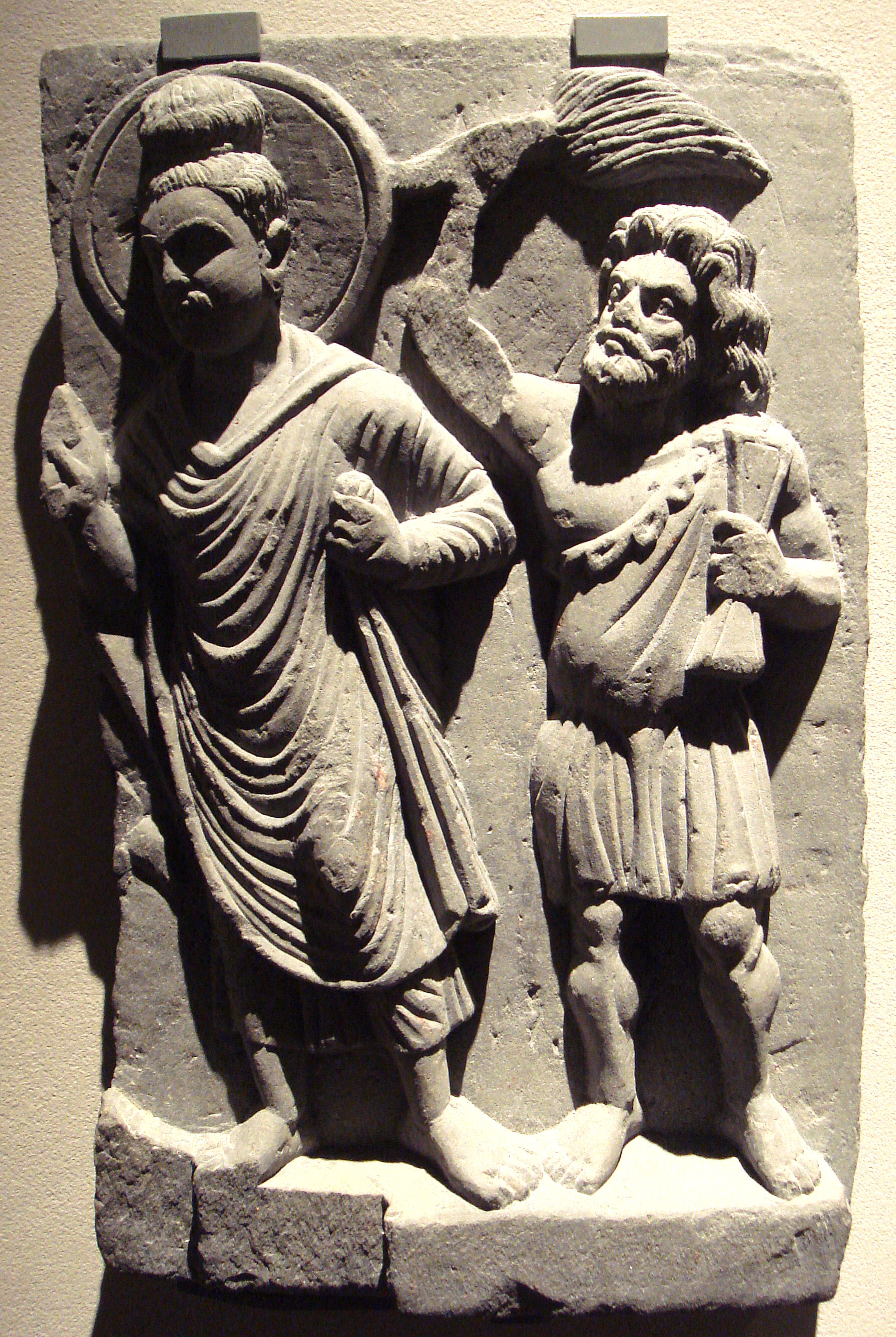
釋迦牟尼和他的護法金剛手菩薩，二世紀犍陀罗
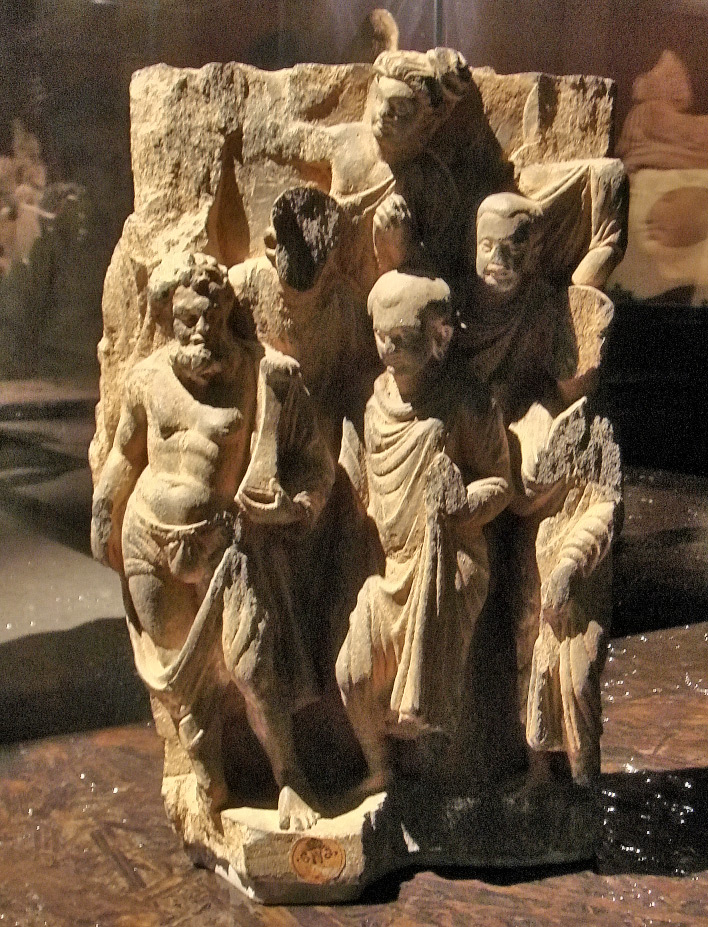
海克力斯/金剛手菩薩和佛教和尚，犍陀罗
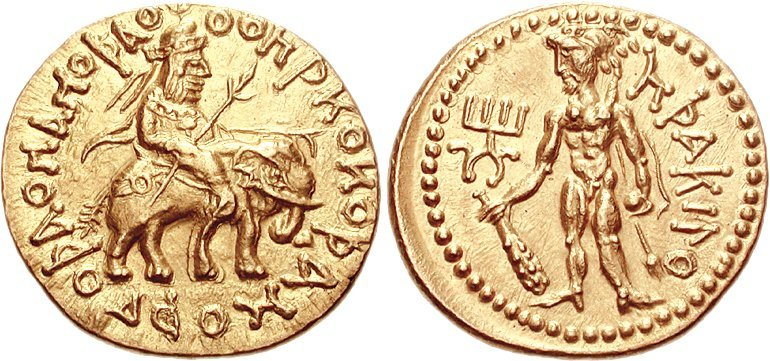
貴霜帝國皇帝胡维色伽（英语：Huvishka）的錢幣，背面是海克力斯
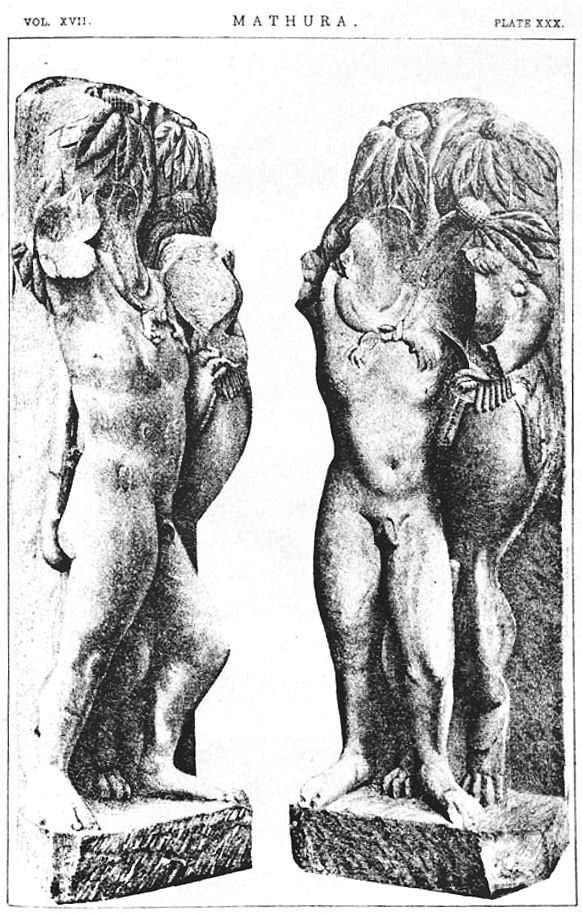
馬圖拉·海克力斯

## 來源
1. 1 2  'Report of a tour in the Central Provinces and Lower Gangetic Doab in 1881–82' (A.S.I. vol. XVII, Calcutta, 1884), p.109-110
2. 1 2 3  The Dynastic Arts of the Kushans by John M. Rosenfield p.9 （页面存档备份，存于）
3. ↑  History of Early Stone Sculpture at Mathura: Ca. 150 BCE - 100 CE by Sonya Rhie Quintanilla p.158 （页面存档备份，存于）
4. ↑  Aspects of Indian Art, by Pratapaditya Pal p.7 （页面存档备份，存于）
5. ↑  Aspects of Indian Art, by J.E. Van Lohuizen-De Leuve, published by Pratapaditya Pal  （页面存档备份，存于）
6. ↑  Hellenism in Ancient India by Gauranga Nath Banerjee p.90 （页面存档备份，存于）
7. ↑  Art of India by Vincent Arthur Smith p.98 （页面存档备份，存于）
8. ↑  The Art and Architecture of the Indian Subcontinent, James C. Harle, Yale University Press, 1994 p.67 （页面存档备份，存于）
9. ↑  . cngcoins.com.   [2017-09-14]. （原始内容存档于2022-01-28）. （页面存档备份，存于）

## 外部連結
- The Mathura Herakles in the Kolkata Indian Museum